# Teoria del cervell en una cubeta

Un cervell en una cubeta.

A filosofia, el cervell en una cubeta és una varietat d'experiment mental, tractat principalment per Hilary Putnam després d'haver estat inicialment proposat per Jonathan Dancy, que tracta de fer llum sobre certes característiques de les nostres idees del coneixement, la realitat, la veritat, la ment i el significat.
L'experiment en molts sentits és una revisió contemporárea de la hipòtesi del geni maligne proposta per René Descartes a les seves Meditacions Metafísiques.
L'experiment del cervell en una cubeta parteix de la idea, utilitzada en moltes històries de ciència-ficció (vegeu per exemple les novel·les El Cervell de Donovan, Diaris de les estrelles, de Stanisław Lem, la pel·lícula The Matrix de  Larry i Andy Wachowski o el concepte dels cefalomos d'Agustin Rojas), en què un científic boig podria treure el cervell d'una persona del seu cos, introduir-lo en una cubeta plena d'un líquid que el mantingués viu i connectar les seves neurones mitjançant cables a una superordinador que li proporcionaria impulsos elèctrics idèntics als que rep un cervell en condicions normals.
Al llibre, Introducció a l'epistemologia contemporània, Jonathan Dancy, planteja directament la realitat en aquests termes:
No sap que no és un cervell, suspès en una cubeta plena de líquid en un laboratori, i connectada a un ordinador que l'alimenta amb les seves experiències actuals sota el control d'algun enginyós científic tècnic (benèvol o maligne, d'acord amb el seu gust). Atès que, si fos un cervell així, assumint que el científic té èxit, res dins de les seves experiències podria revelar que vostè ho és, ja que les seves experiències són, segons la hipòtesi, idèntiques a les d'alguna cosa que no és un cervell en la cubeta. Com vostè només té les seves pròpies experiències per saber-ho, i aquestes experiències són les mateixes en qualsevol situació, res podria mostrar quina de les dues situacions és la real.
- Introduction to Contemporary Epistemology, 10.
D'acord amb aquestes teories, l'ordinador estaria simulant una realitat virtual (incloent respostes apropiades a les interaccions del propi cervell) i la persona a la qual pertany el cervell continuaria tenint experiències completament normals sense estar aquestes subjectes a objectes o esdeveniments del món real.